# Église Notre-Dame de Médonville
Pour les articles homonymes, voir Église Notre-Dame et Notre-Dame.
L'église Notre-Dame de Médonville est un édifice roman des Vosges.

## Histoire
L'église est citée dès 1043 dans les archives de l'évêché de Toul. L'église fut terminée au XIIe siècle. Un incendie a détruit l'église au cours du XVIIIe siècle et elle fut restaurée tant bien que mal.
C'est après qu'une nouvelle église, de style néo-gothique, fut construite au centre du village, en remplacement de celle-ci, que la nef fut détruite. À son emplacement se trouve aujourd'hui le cimetière de la commune.
Il n'en reste aujourd'hui que le chœur et le clocher. L'église est classée au titre des monuments historiques  par arrêté du 8 avril 1914.

## Architecture
Les deux travées restantes sont couvertes de voûtes sur croisée d'ogives saillantes et sont séparées par un arc doubleau brisé.
Le chevet était à l'origine percé d'un triplet de fenêtres remplacé au XIVe siècle par une seule fenêtre en arc brisé actuellement bouchée.
Le clocher présente encore les traces des différentes toitures de la nef. Couvert en bâtière, il est percé sur chaque côté de deux fois deux baies géminées séparées par des colonnettes, et placées sous des arcs de décharge ornés de voussures.

### Sources
- Municipalité de Médonville